# 666 Satan
666 Satan (666～サタン～ Roku Roku Roku Satan?), conocido como O-Parts Hunter, es un manga. La serie fue publicada por Enix (luego Square Enix) en su revista Gekkan Shōnen Gangan, y creada por Seishi Kishimoto. La serie se basa en gran medida en la tradiciones cabalísticas y su argumento en la demonología  y en el folklore japonés. Está licenciada para el idioma inglés por Viz Media, que lo lanzó con el título de O-Parts Hunter.

## Argumento

### Introducción
Ruby Crescent es una chica normal. Su vida cambia drásticamente cuando su padre supuestamente muere y ella se convierte en una cazadora de tesoros como él. Su objetivo es encontrar las o-parts, elementos mágicos ocultos en ruinas, que otorga poderes sobrehumanos y sólo puede ser utilizado por un O.P.T. (O-Part Tactician), Ángel o Diablo. Ella pronto se reúne con un misterioso muchacho llamado Jio Freed, que tiene un oscuro y solitario pasado y que busca conquistar el mundo. Jio se muestra hostil con Ruby al principio, pero termina viajando con Ruby como su guardaespaldas. Cuando Ruby es atacada por un O.P.T. que dice ser Satán, Jio se apresura a su rescate y se produce una batalla, dando a conocer una tenebrosa verdad. Por lo tanto, los dos siguen juntos su viaje con la esperanza de desbloquear su pasado.

### En busca de las O-Parts y el Reencuentro
Jio y Ruby llegan a unas ruinas donde supuestamente se encuentran Partes "O" de alto nivel, pero lo que encuentran es a un hombre que está siendo atacado por tres O.P.T, con mucha facilidad Jio los derrota, el hombre, que resulta ser un cazador de tesoros, los invita a su casa para pagarles el favor, ahí les cuenta que un hombre llamado Sabaki busca Partes "O" de rango A y los vende en el mercado negro. Los O.P.T que fueron derrotados por Jio le cuentan a Sabaki lo que sucedió, este,  entonces contrata a otro O.P.T. más fuerte y asesina a los otros 3. 
Al día siguiente, Jio confronta al cazador de tesoros por haberse burlado de su sueño, el cual es conquistar el mundo, en ese instante hace su aparición el O.P.T. que Sabaki contrato para asesinar al cazador de tesoros, este resulta ser Jin, el primer amigo de Jio, el único que lo defendió cuando otros lo trataban de fenómeno. Jin revela que se convirtió en asesino debido a que Jio asesino a sus padres, su único objetivo es vengarse, pero Jio no recuerda nada de eso, entonces empiezan a pelear. Jin revela su O-Part, una enorme espada, su efecto principal son las llamas, llamas negras, según él, su odio alimenta las llamas, Jio no se queda atrás y revela su O-Part, Zero. La pelea es muy igualada, pero empieza a ser favorable a Jin cuando sus llamas empiezan a consumir todo a su alrededor y acorrala a Jio, Jin ataca a Jio con su mejor técnica, al parecer él fue el vencedor, pero algo sucedió, Jio absorbió todas las llamas y cambió su apariencia, su cabello cambia de color, le salen alas, y en su frente aparece el número de la bestia, 666, Jin no puede creer lo que está viendo, ya que ese fue el que asesino a sus padres, por fin Jin se da cuenta de que no es Jio, sino Satán y se arrepiente del odio que le tenía a su mejor amigo, en el último momento, cuando Satán estaba por matar a Jin, Jio recupera el poder de su cuerpo y se queda inconsciente, su cuerpo cae a las llamas pero Jin lo salva a cambio de su vida.
Al despertar Jio se encuentra con Ruby y el cazador de tesoros y le explican lo que pasó, menos cuando se transformó en Satán, el cazador de tesoros admite que Jio es fuerte y que tal vez su sueño se pueda cumplir, Sabaki aparece e intenta matarlos, pero un enorme pájaro se lo lleva, después de eso Jio y Ruby se marchan hacia su nueva aventura.

### Cross, el azote de Dios
Los hermanos Abilance, miembros de la organización criminal Zenom, atacan a unos soldados de la República de Stea, los derrotan con mucha facilidad, en ese instante, la gran nave Shin hace su aparición, la nave resulta ser una Parte “O” de rango SS, de ella desciende un chico llamado Cross, los hermanos Abilance se burlan de él, que el solo nunca los derrotaría, ellos utilizan una Parte “O” de rango A, llamado Messiah. Cross dice que Dios lo ayudara y que él los castigará, nuevamente los hermanos se burlan de él, eso pone furioso a Cross, y revela sus 5 anillos, que son sus Partes “O”, esto hace que los hermanos Abilance se burlen de él, nuevamente, entonces Cross ataca utilizando el anillo de su dedo del medio, ese anillo utiliza el efecto del viento y derrota a los hermanos Abilance sin ninguna dificultad. Cross vuelve a subir a la nave Shin, se revela que él es el comandante y que él se unió al ejército para encontrar a Satán y asesinarlo.
Mientras tanto, en el desierto, Ruby y Jio continúan su viaje, Ruby le pregunta a Jio porque se pinta marcas en la cara, él dice que lo hace en honor a su maestro.

### Mi maestro, el lobo solitario
Jio le cuenta a Ruby que su maestro no es humano, sino un lobo, cuenta que cuando era pequeño estuvo vagando por el desierto, él estaba muy agotado, de repente, un monstruo lo ataca, Jio huye de él, cuando el monstruo lo iba a devorar, Jio es salvado por un lobo, luego él se desmaya. Al despertar, Jio piensa que todo fue un sueño, pero el lobo aparece en frente y le dice que no le apetece comer carne humana, Jio se sorprende al ver a un lobo que habla, el lobo dijo que se llamaba Zero, Jio vio que él es muy fuerte entonces le pide que le entrene para poder alcanzar su sueño de dominar el mundo, al comienzo Zero lo rechaza, pero después de mucho insistir Jio se vuelve su discípulo, durante mucho tiempo entrena con él y aprende nuevas habilidades; un día Jio le pregunta por qué él está solo, Zero le dice que él tiene un poder, por eso los lobos de la manada lo echaron. Después de eso Jio se vuelve más fuerte, un día se encuentra de nuevo con el monstruo que lo quiso devorar, entonces Jio lo desafía ignorando las advertencias de Zero, al parecer Jio ganara, pero el monstruo toma la delantera, nuevamente está a punto de devorarlo, y nuevamente aparece Zero y lo salva, ahora los dos están enfrente del monstruo y no tienen escapatoria, como no hay salida Zero utiliza su poder, ahí se revela que de alguna forma sus huesos son Partes “O”, y le da más velocidad, Jio aprovecha eso para escapar, mientras tanto Zero se queda sin energías, cuando esta por morir aparece Jio y lanza una enorme piedra que noqueo al monstruo, este empieza a vomitar algunas cosas. Al parecer Jio y Zero derrotaron al monstruo, pero este se levanta nuevamente, Jio empieza a lanzar los objetos que el monstruo vomito, primero una espada, no le hace ningún efecto a la dura piel del engendro, luego encuentra un boomerang de madera y lo lanza, increíblemente el boomerang corto en la mitad al monstruo, Jio no puede creer lo que pasó, ese boomerang resultó ser una Parte “O”, después de eso Zero le dice a Jio que se vaya ya que le enseñó todo lo que sabe, Jio se marcha, pero antes se dibuja unos colmillos en sus mejillas simulando unos colmillos de lobo, desde ese entonces la Parte “O” de Jio se llama Zero, en honor a su maestro.

## Personajes

### Crew of the Ophan
Protagonistas:
- Freed
- Ruby Crescent
- Ball (666 Satan)
- Cross Biancina
- Kirin (666 Satan)
- Amidaba
- Zero (666 Satan)
- Mei (666 Satan)
- Jin (666 Satan)
- Futomomotarou
- Ponzu (666 Satan)
- Jajamaru
- Jojomaru
- belen

### República de Stea
Consiste de:
- Amaterasu Miko
- Dofuwa Longess
- Mishima Kagesuge
- Ponzu (666 Satan)
- Tsubame

### Organización Zenom
Consiste de:
Comandante en jefe
- Zekuto Crescent

Los cuatro guardianes
- Kujaku
- Rock (666 Satan)
- Spika
- Franken Schultz

Chief Executives
- Bakú (666 Satan)

Senior Member
- Elga
- Shuri (666 Satan)

Lower Member
- Wise Yuri

Combat Captains
- Museshi

## Ángeles y Demonios

### Ángeles
| Ángel                | Número | Virtud      | Símbolo | Nombre     | Personaje                                                     | Estado en Kabbalah                |
| Metatron             | 1      | Corona      |         | Metatron   | Cross Bianchina                                               | sellado                           |
| Raziel               | 2      | Sabiduría   |         | Raziel     |                                                               | sellado                           |
| Jophiel              | 3      | Intelecto   |         | Jophiel    |                                                               | sellado                           |
| Zadkiel              | 4      | Clemencia   |         | Zadkiel    | Zero (666 Satan)                                              | sellado                           |
| Samael               | 5      | Justicia    |         | Samael     | Rock (666 Satan)                                              | sellado                           |
| Michael/Miguel       | 6      | Belleza     |         | Michael    | Michael/Miguel Chico misterioso del torneo de Roc Bird (clon) | Original: sellado Clon: Destruido |
| Haniel               | 7      | Eternidad   |         | Haniel     |                                                               | sellado                           |
| Raphael              | 8      | Gloria      |         | Raphael    |                                                               | sellado                           |
| Gabriel              | 9      | Fecundación |         | Gabriel    |                                                               | sellado                           |
| Sandalfón/Sandalphon | 10     | Reino       |         | Sandalphon | Ruby (666 Satan) Lilly (clon)                                 | Original: sellado Clon: Destruido |

### Demonios
| Demonio           | Número | Virtud       | Símbolo | Nombre          | Personaje                      | Estado en Kabbalah            |
| Lucifer (Satan)   | 1i     | Ateísmo      |         | Lucifer (Satan) | Jio                            | Destruido (Absorbido por Jio) |
| Beelzebub         | 2i     | Ignorancia   |         | Beelzebub       | Ikaros                         | sellado                       |
| Lucifuge/Lucífago | 3i     | Aversión     |         | Lucifuge        | Yuria (Nucleus Removed)        | sellado                       |
| Astaroth          | 4i     | Olvido       |         | Astaroth        | Rhinoceros-Golem-like creature | sellado                       |
| Asmodeus/Asmodeo  | 5i     | Crueldad     |         | Asmodai         | Zekuto Crescent                | sellado                       |
| Belphegor         | 6i     | Fealdad      |         | Belphegor       | Zekuto Crescent                | sellado                       |
| Baal              | 7i     | Lujuria      |         | Baal            | Beetle-like creature           | sellado                       |
| Adramelech        | 8i     | Avaricia     |         | Adramelech      | Kujaku (Nucleus Removed)       | sellado                       |
| Lilith            | 9i     | Caos         |         | Lilith          | Ponzu(Nucleus Removed)         | sellado                       |
| Naamah            | 10i    | Materialismo |         | Naamah          | Whale-like creature            | sellado                       |

## Manga
Los 76 capítulos se recopilaron y publicaron más tarde como 19 volúmenes de tankōbon del 20 de diciembre de 2001 al 22 de febrero de 2008.
En 2006, Viz Media obtuvo la licencia de 666 Satan para un lanzamiento en inglés en América del Norte. Sin embargo, cambió su título a "O-Parts Hunter". La serie conserva el nombre original de 666 Satan en todos los demás países en los que se ha lanzado, como en Francia por Kurokawa, en Italia por la división J-Pop de Edizioni BD, en España por Glénat y en Taiwán por Chingwin Publishing Group. En 2010, Square Enix comenzó a distribuir la serie digitalmente en sus sitios web para América del Norte y Francia. Sin embargo, descontinuaron su servicio de manga digital en mayo de 2013.

## Similares Mangas
El estilo del manga de 666 Satan es similar al estilo de la serie manga Naruto básicamente porque es el hermano, estudiaron dibujo juntos, el mismo profesor, el mismo estilo, y añadir que son gemelos.

## Distribución
La revista fue distribuida por la Shonen mensual o sea la gangan comics que actualmente presenta series como soul eater, monster hunter orage, entre otras.
La revista en los Estados Unidos o en el Reino Unido se conoce como O-parts Hunter (antes mencionada) y en España se le conoce con su nombre original y es distribuida por la editorial Glénat.